# 林性之
林性之（1492年—1543年），字帥吾，号六川，福建泉州府晋江县人，明朝政治人物、进士出身。

## 生平
嘉靖元年（1522年）壬午科福建鄉試第六十四名舉人。嘉靖八年（1529年）中式己丑科會試第二百三十一名，登第三甲第四十三名進士。授丽水县知县，为官善于诉讼，后升任南京户部主事，改北京户部主事，后升任户部员外郎。之后因病升任户部郎中，路过家中去世，年五十二。

## 家族
曾祖林乾，曾任聽選官；祖父林良稠；父林嶤，曾任歲貢生。母李氏。長子林一新（舉人）。